# رودولفو ساندوفال (لاعب كرة قاعدة)
رودولفو ساندوفال (بالإسبانية: Rodolfo Sandoval)‏ هو لاعب كرة قاعدة مكسيكي، ولد في 25 يناير 1937.